# Jakalteko (etnia)
Los jakaltekos o popti' son un pueblo de origen mayense originarios de la región que comprende la frontera entre el estado de Chiapas al sur de México y el departamento de Huehuetenango al noroeste de Guatemala. Son un pueblo que desde la época precolombina se ha desarrollado históricamente entre los límites actuales de ambos países, evidencias de su presencia prehispánica han sido encontradas en sitios arqueológicos como El Lagartero en Chiapas que fue un gran centro ceremonial de la región cuyos habitantes fueron popti', aunque fue durante la conquista y colonia española cuando se concentraron principalmente en torno al actual municipio de Jacaltenango, ubicado en las faldas de las montañas de los Cuchumatanes en el departamento de Huehuetenango colindante con México, lugar donde se asentaron las bases de la etnia jakalteka moderna. Al momento de establecerse los límites territoriales entre México y Guatemala la población jakalteka quedó dividida en ambos lados de la frontera.
El nombre jakalteko proviene del idioma náhuatl y quiere decir “personas de los jacales”.De acuerdo a la tradición oral jakalteka-popti' de Amatenango de la Frontera, la denominación Popti' viene del las palabras Pop, "concejo", y Ti', "habla", en la actualidad para las comunidades popti' de Chiapas la organización del consejo de ancianos sabios sigue representando una de las formas de autoridad más importantes y respetadas, pues son los encargados de preservar los conocimientos y tradiciones ancestrales del pueblo.

## Idioma
El idioma jakalteko, también llamado popti' o conocido en Chiapas como ab'xub'al es una lengua mayense perteneciente a la rama q'anjob'aleana emparentada cercanamente al idioma akateko y al q'anjob'al. La comunidad lingüística del idioma jacalteco en Guatemala supera los cuarenta mil hablantes, concentrados sobre todo en el municipio de Jacaltenango fronterizo con México, región en donde tuvo origen este idioma.

## Ubicación
La población jakalteka popti' en México se encuentra distribuida principalmente en varias comunidades de los municipios de Amatenango de la Frontera, Frontera Comalapa, Bella Vista y La Trinitaria al sur del estado de Chiapas dentro de una región de clima templado y relieve montañoso. La mayor parte de la población se concentra en la comunidad de Guadalupe Victoria (antiguamente llamado Huixquilar) del municipio de Amatenango de la Frontera, el cual es uno de los mayores asentamientos y centros culturales del pueblo jakalteko.

## Historia
De acuerdo a evidencia arqueológica, el sitio prehispánico de El Lagartero en Chiapas, México fue habitado y desarrollado por población jakalteka. Esta ciudad prehispánica fue ocupada entre los años 300 al 1400 d. C. en lo que corresponde a los periodos clásico temprano y postclásico tardío de Mesoamérica y constituyó uno de los mayores centros ceremoniales de la región.
Poco después de que se firmaran los tratados de límites territoriales entre México y Guatemala, la región del Soconusco fue transformada en una región muy productiva, a partir de la inversión de recursos extranjeros en el cultivo del café, que había iniciado en años anteriores cuya gran parte de la mano obra era la población jakalteka. En la recién establecida línea fronteriza y por las oportunidades laborales muchos indígenas jakaltekos originarios de Huehuetenango decidieron establecerse en México junto a los jakaltekos que habían quedado en Chiapas al marcarse la frontera, naturalizándose como ciudadanos mexicanos al poco tiempo.
En el inicio de la presidencia del General Lázaro Cárdenas, se levantaron solicitudes para convertir los terrenos nacionales donde se encontraban fincas ganaderas y cafetaleras en ejidos que pasaran a ser administrados y propiedad de los popti'-jakaltekos. Las gestiones fueron arduas, pero casi al final del mandato del General Lázaro Cárdenas, se logró este propósito. 
En 1982, debido al conflicto de la guerra civil de Guatemala, llegó a Chiapas más población jakalteka proveniente de Huehuetenango en busca de refugio, la mayoría pasando a habitar permanentemente las comunidades jakaltekas y ejidos propiedad de los jakaltekos-popti' establecidos en la antigüedad, otros migraron al estado de Campeche donde fundaron nuevas comunidades.

## Medicina tradicional
A los curanderos se les conoce tradicionalmente como Han-Lom, quienes, según la tradición oral, adquieren sus conocimientos a través de sueños en los que reciben señales y revelaciones divinas que le proporcionan el conocimiento para sanar.

## Asentamientos de las comunidades jakaltecas
Los jakaltekos están distribuidos en varios municipios del sur de Chiapas, mayoritariamente en Amatenango de la Frontera, Frontera Comalapa y Bella Vista así como en el municipio fronterizo de Jacaltenango en Huehuetenango. 
En Jacaltenango, durante muchos años, fue un área física y culturalmente más distante de los centros españoles en Guatemala. El viaje de 72 km de Huehuetenango era una caminata de dos días. Desde 1974, cuando un camino de tierra se construyó a partir de la Carretera Panamericana a Jacaltenango, ha sido un viaje en autobús de cinco horas desde Huehuetenango a Jacaltenango. La electricidad llegó a la ciudad en 1979.

## Tradiciones
Este relativo aislamiento ha dado lugar a la preservación de muchas costumbres de la comunidad que se han perdido en otros lugares. Por ejemplo, los jakaltecos aún utilizan la cerbatana para cazar pequeños pájaros.

## Creencias
Los jakaltekos también mantienen un sistema de creencias que implica naguales y Tonalá.<ref>* Stratmeyer, Dennis & Jean , 1977,"The Jacaltec Nawal and the Soul Bearer in Concepcion Huista", in Cognitive Studies of Southern Mesoamerica, Helen L. Neuenschander and Dean E. Arnold eds.,Summer Institute of Linguistics, Museum of Anthropology Publication 3</ref,mñmokñlklfj´wljfo`+whier`0hyou4wjbhou4u'>